# ميديانا دي أراغون
بلدية ميديانا دي أراغون (بالإسبانية: Mediana de Aragón) هي بلدية تقع في مقاطعة سرقسطة التابعة لمنطقة أراغون شمال شرق إسبانيا.

## الديموغرافيا
بلغ عدد سكان بلدية ميديانا دي أراغون 470 نسمة عام 2011 (وفقاً للمعهد الوطني الإسباني للإحصاء).
| 515 | 511 | 504 | 495 | 520 | 492 | 470 |